# Kupolspindel
Kupolspindel (Neriene emphana) är en spindelart som först beskrevs av Charles Athanase Walckenaer 1842.  Kupolspindel ingår i släktet Neriene och familjen täckvävarspindlar. Arten är reproducerande i Sverige. Inga underarter finns listade i Catalogue of Life.